# L'Avant-Garde
 (mars 2012).
Si vous disposez d'ouvrages ou d'articles de référence ou si vous connaissez des sites web de qualité traitant du thème abordé ici, merci de compléter l'article en donnant les références utiles à sa vérifiabilité et en les liant à la section « Notes et références ».
Pour les articles homonymes, voir Avant-garde.
L'Avant-Garde, paru de 1892 à 1932, est l'organe de liaison des zouaves pontificaux et de leurs sympathisants.

## Histoire
Créé à l’initiative du général Charette de la Contrie, L'Avant-Garde, organe des Zouaves pontificaux et des volontaires de l’Ouest, est un bimensuel paru régulièrement entre 1892 et 1932. Il semble y avoir eu une interruption dans la parution pendant la Première Guerre mondiale.
Journal « politique et littéraire » à ses débuts, il devient plus un bulletin de liaison à partir de 1895, à la suite du toast d'Alger du cardinal Lavigerie, le 12 novembre 1890, et de la demande subséquente de ralliement des catholiques de France à la IIIe République, par le pape Léon XIII dans l’encyclique Au milieu des sollicitudes, demande alors difficile à accepter pour bon nombre d'anciens soldats du pape.
Vendue sur abonnement en France, au Québec, en Belgique et en Hollande, la revue a relié les anciens soldats du pape-roi, puis leurs descendants et personnes de même sensibilité religieuse et politique. Elle a cessé de paraitre en 1932, à la mort du dernier officier du corps des zouaves pontificaux.

## Contenu
Organe destiné à des anciens soldats, on y trouve bien sûr des anecdotes, récits, souvenirs, témoignages, réunions commémoratives ou banquets.
Mais ce fut aussi un des organes du parti catholique ultramontain et du royalisme légitimiste, diffusé notamment dans les milieux militaires. Progressivement moins combatif, en raison du ralliement des catholiques à la IIIe République, le ton redevient plus combattif, lors de la querelle des Inventaires consécutive à la loi de séparation des Églises et de l'État de 1905.